# 阿尔卑斯卓士中学
阿尔卑斯卓士中学（德語：Lyceum Alpinum Zuoz）是一所位于瑞士楚奥茨的国际寄宿学校，邻近瑞士的圣莫里茨（St. Moritz），校舍坐落于Surmulins村庄的上半部。

## 课程架构及创校历史
学校始建於1904年，一群来自恩加丁（Engadine）的居民为了方便一群患病的男孩，让他們在高山上养病及学习，便成立了这所学校。它迅速发展成一所具规模的中学，最初只有男孩入读，后来亦录取女孩。学校可容纳200名寄宿生及100名本地走读生，他们年龄介乎12至18岁，学生来自超过30多个不同的国家。
学校同时提供瑞士高中文凭课程（德语或德语／英语），德国高中毕业文凭课程及国际文凭课程IB（英语）。

## 剧院
从2006年起，学校拥有属於自己的业馀剧团。所有德语莎士比亚剧团的演出及角式均由英国剧作家所撰写。英语剧团发展自己的的舞台剧，并只用英语演出。在2011年12月，环球楚茨（Zuoz Globe）正式开幕，是首间位於恩加丁（Engadine）的剧院。

## 楚茨会
楚茨会是阿尔卑斯卓士中学校友会的组织。

## 著名校友
本校著名校友包括：
- 列支敦斯登的汉斯・亚当二世殿下
- 高兹·乔治
- 费迪南德·皮耶希
- 湯馬士·戈爾德 (天文學家)
- 安德烈·高兹
- 卡尔海因茨·伯姆
- 约翰尼斯·拉普